# Christuskirche (Wanne)

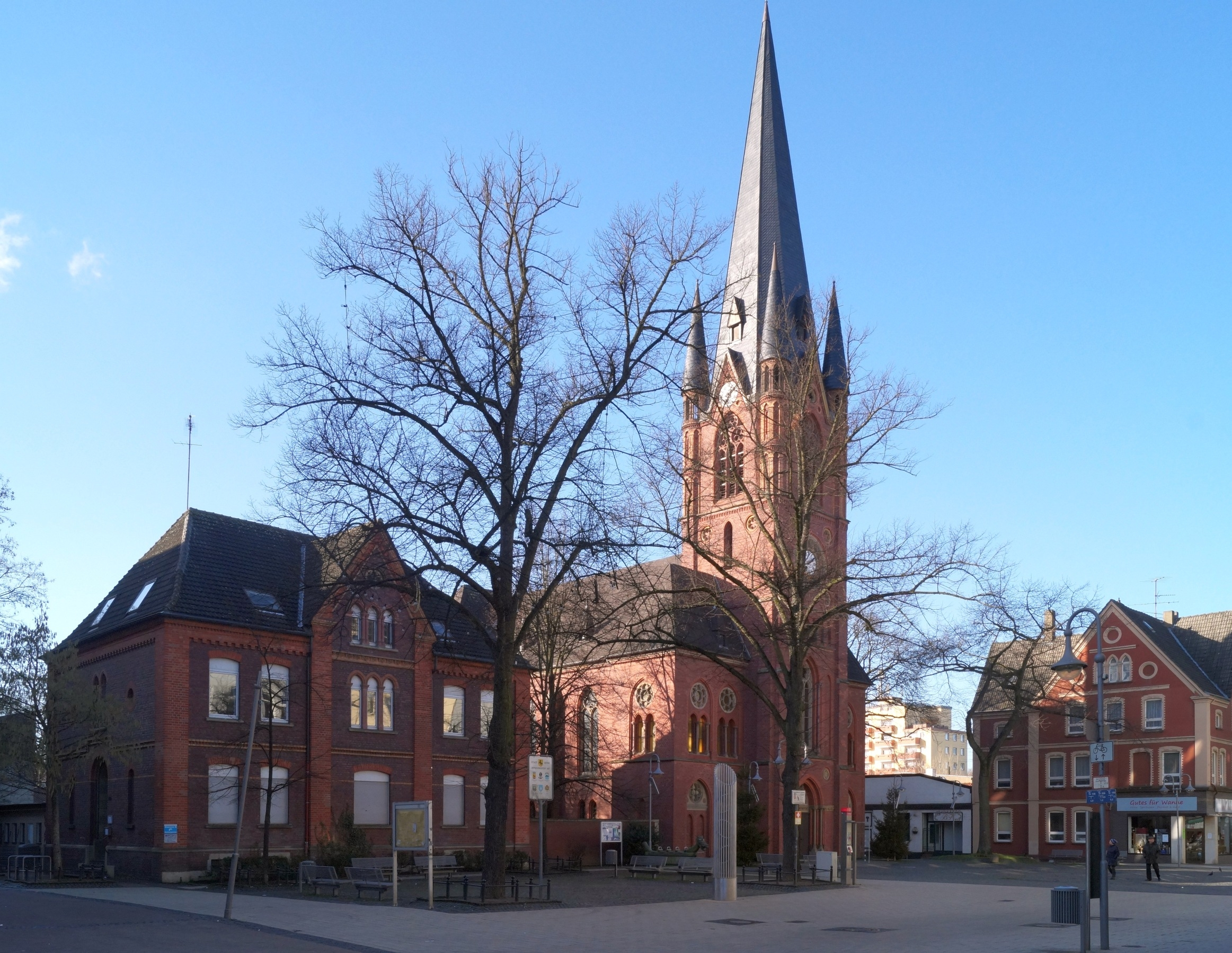
Christuskirche mit Pfarrhaus (2014)

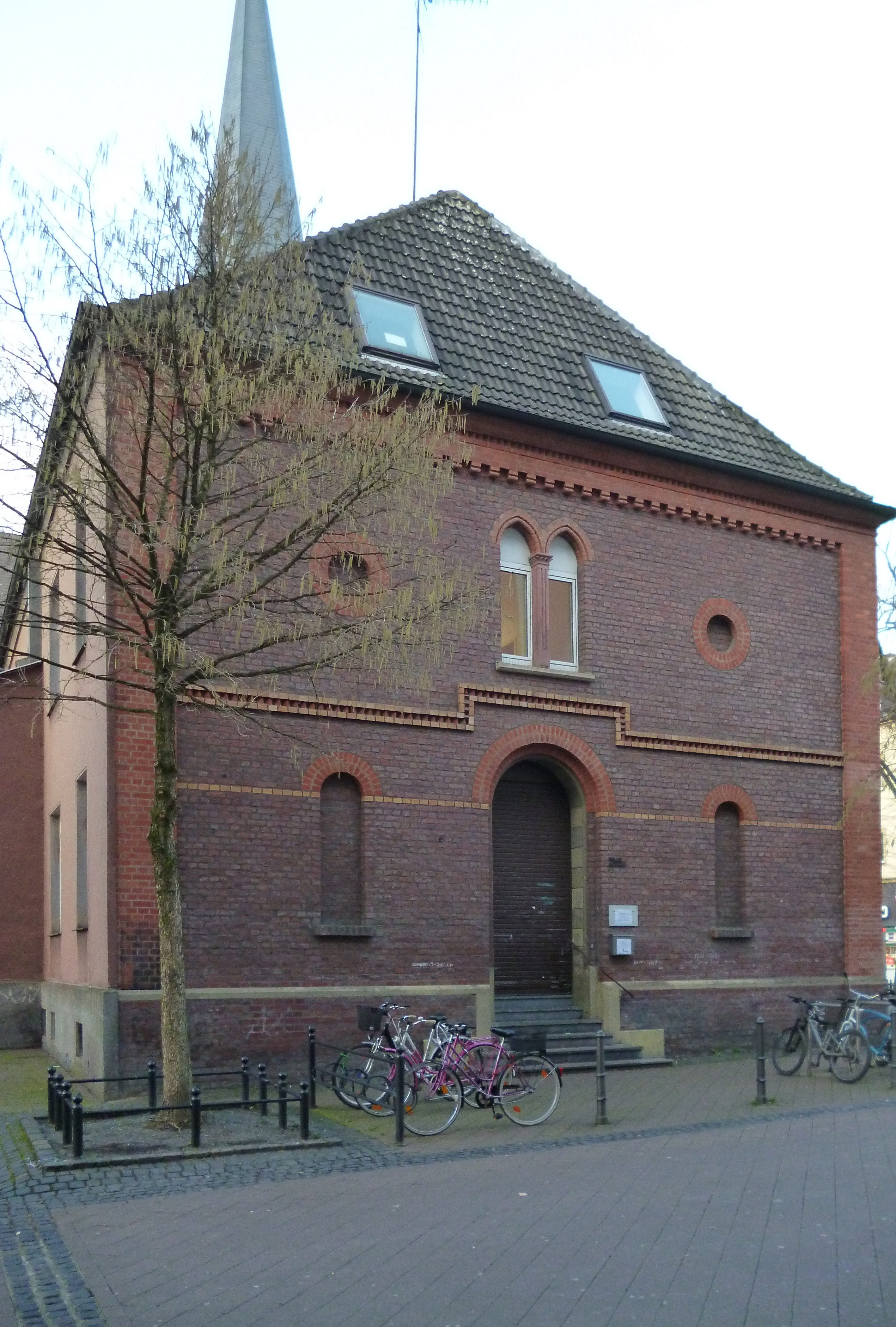
Pfarrhaus Hauptstraße 245a zur Wanner Straße hin (2014)

Die Christuskirche ist eine evangelische Kirche im Ortsteil Wanne der Stadt Herne, an der Hauptstraße 245. Der im neugotischen Stil ausgeführte Bau entstand in den Jahren 1886 und 1887 nach einem Entwurf des Barmer Architekten Gerhard August Fischer. Zuvor zeichnete Fischer bereits für mehrere Kirchenneubauten im benachbarten Bochum und für das Gotteshaus St. Bonifatius in Herne verantwortlich, von dem nach schwerer Kriegsbeschädigung nur noch der Turm erhalten ist. Nach seiner Planung entstand auch 1895/1896 der Neubau der evangelischen Johanneskirche in Eickel.
Die Eintragung der Christuskirche und des zugehörigen Pfarrhauses (Lage) als Baudenkmal, im Sinne des Denkmalschutzgesetzes NRW, in die Denkmalliste der Stadt Herne, erfolgte am 10. April 1987 (Denkmal Nr. A 24).

## Geschichte
Die Evangelische Kirchengemeinde Wanne bildete bis zu ihrer Ausgliederung zum 1. Oktober 1884 den nordwestlichen Teil der Evangelischen Kirchengemeinde Eickel. Ihre Ausdehnung erstreckte sich zu Beginn auf das Gebiet der politischen Gemeinde Wanne, mit Ausschluss der zur Evangelischen Kirchengemeinde Crange gehörenden Teile. Bis zur Errichtung eines eigenen Kirchengebäudes nutzten die Gemeindemitglieder einen vom Eickeler Pfarrer gemieteten Saal. 1885 gelang die Beschlussfassung zum Neubau, zu dessen Realisierung die Kirchensteuer angehoben wurde und der speziell begründete Kirchbauverein Sammlungen durchführte. Der Baugrund wurde der Gemeinde von dem Kirchenmeister August Overhof als Schenkung überlassen. Am 11. Juli 1886 nahm der am 5. August 1885 als erster Pfarrer der Gemeinde eingeführte Eduard Hellweg aus Breckerfelde die Grundsteinlegung vor, im Beisein des Generalsuperintendenten der evangelischen Kirche in Westfalen, Gustav Nebe, konnte am 10. November 1887, dem Geburtstag Luthers die Einweihung zelebriert werden. 1892 erfolgte eine Vergrößerung des Gemeindegebietes durch Hinzunahme jenes Teils der Evangelischen Gemeinde Eickel, der nördlich der Eisenbahn lag und so von der eigentlichen Gemeinde abgetrennt war. Da die Aufgaben auch bedingt durch das starke Bevölkerungswachstum nicht mehr durch einen Pfarrer zu bewältigen waren, wurde 1893 zunächst die Stelle eines Hilfsgeistlichen eingerichtet, die 1895 in eine zweite Pfarrerstelle umgewandelt wurde. Bis 1910 sollten noch drei weitere Pfarrerstellen hinzukommen. Ferner im Jahr 1896 die Anstellung eines masurischen Pfarrers, der abwechselnd in Herten und Bickern den Gottesdienst in masurischer Sprache abhielt. Die Abendsmahlsfeiern des Jahres 1897 in Bickern, Röhlinghausen und Eickel besuchten 390 Masuren. In den Jahren 1907 und 1908 konnte dann an der Straße „Unser Fritz“ eine zweite Kirche, die Lutherkirche, errichtet werden. Seit deren Fertigstellung führte die Kirche an der Hauptstraße (ehemals Hindenburgstraße) den Namen „Christuskirche“. Zugleich wurden zu jeder Kirche separate Pfarrerwohnungen eingerichtet.
Ein eigener Gemeindefriedhof (Lage) konnte bereits 1886 in Nutzung genommen werden. Umfasste der an der Claudiusstraße gelegene Gottesacker bei seiner Anlage etwa einen Hektar, so wurde er später auf etwa drei Hektar erweitert.
Mit dem Anwachsen der Gemeinde beschlossen die Mitglieder den Bau eines Gemeindehauses (Lage). Finanziell unterstützt durch die Zechen Unser Fritz und Pluto, die gut zwei Drittel der Grunderwerbskosten trugen, konnte vom Kirchenmeister August Overhof dessen Grundstück an der, der Kirche gegenüberliegenden Ecke der Hauptstraße zur Stöckstraße (früher Kirchstraße) erworben werden. In den Jahren 1893/1894 erfolgte dann der zweigeschossige zweiteilige Neubau, der mit fünf Achsen an der Kirchstraße und acht an der Hauptstraße zu liegen kam, wo sich auch mittig der Eingang befand. Er nahm neben Räumen für den Gemeindevorstand einen Kindergarten (Kleinkinderschule) und kirchennahe Vereine (Frauenhilfe und Posaunenchor) sowie im Obergeschoss Wohnungen für Pfarrer und Küster auf. Zu Beginn der 1970er-Jahre wurde das Gemeindehaus zu Gunsten eines Geschäftshauskomplexes (u. a. Hertie; 1986 geschlossen) niedergelegt.
Während des Zweiten Weltkriegs kam es auch an der Christuskirche zu Beschädigungen, wonach die Gottesdienste bis Pfingsten 1945 in das Gemeindehaus verlegt werden mussten. 1952 gelang es, die vergleichsweise geringen Schäden auszubessern. Dabei erhielt der Altarraum neue Fenster, die Kreuzigung Christi darstellend. Ein weiteres Fenster zur linken zeigt Moses mit den Zehn Geboten, zur rechten eine Darstellung von Johannes dem Täufer.
Im Rahmen der Neustrukturierung des „Evangelischen Kirchenkreises Herne“ (Herne und Castrop-Rauxel) wurde im Wege der Auflösung der Kirchengemeinde Wanne-Mitte im Jahr 2010 aus den Gemeinden der Christuskirche, der Auferstehungskirche und der Zwölf-Apostel-Kirche die „Matthäus-Kirchengemeinde Wanne“ gebildet.
Im Jahr 2019 schlossen sich die Evangelischen Gemeinden in Wanne-Eickel zur Evangelischen Kirchengemeinde Wanne-Eickel (mit den Bezirken Crange, Eickel, Holsterhausen, Röhlinghausen und Wanne) zusammen. Die Christuskirche gehört zum Bezirk Wanne.
Als „offene“ oder „Citykirche“ steht die Christuskirche wöchentlich mehrmals den Gläubigen für ein sogenanntes „Fünf-Minuten-Gebet“ offen.

## Architektur
Die in den Formen der Neugotik in rotem Backstein und unter Einsatz von Sandstein zur Konturierung der Architektur ausgeführte dreischiffige Emporenkirche ist mit ihrem Chor nach Westen ausgerichtet, während ihr Hauptportal nach Osten zur Hauptstraße zu liegen kommt. Links und rechts des Portals befinden sich Blütenmedaillons, die das Datum der Grundsteinlegung und der Einweihung wiedergeben. Der Turm nimmt in seiner oberen Hälfte eine Turmuhr auf. Der zur Hauptstraße zentriert angeordnete Turm, durch den die Kirche auch betreten wird, misst in der Breite 6,6 Meter und ragt um gut zwei Meter dem eigentlichen Kirchenschiff vor. Dieses verfügt bei einer Breite im vorderen Teil von ca. 17 Meter und im Chorbereich gut 18 Meter über eine Tiefe von 34,5 Metern. Die Kirche nimmt nach ihrer Grundfläche annähernd 640 m² ein.

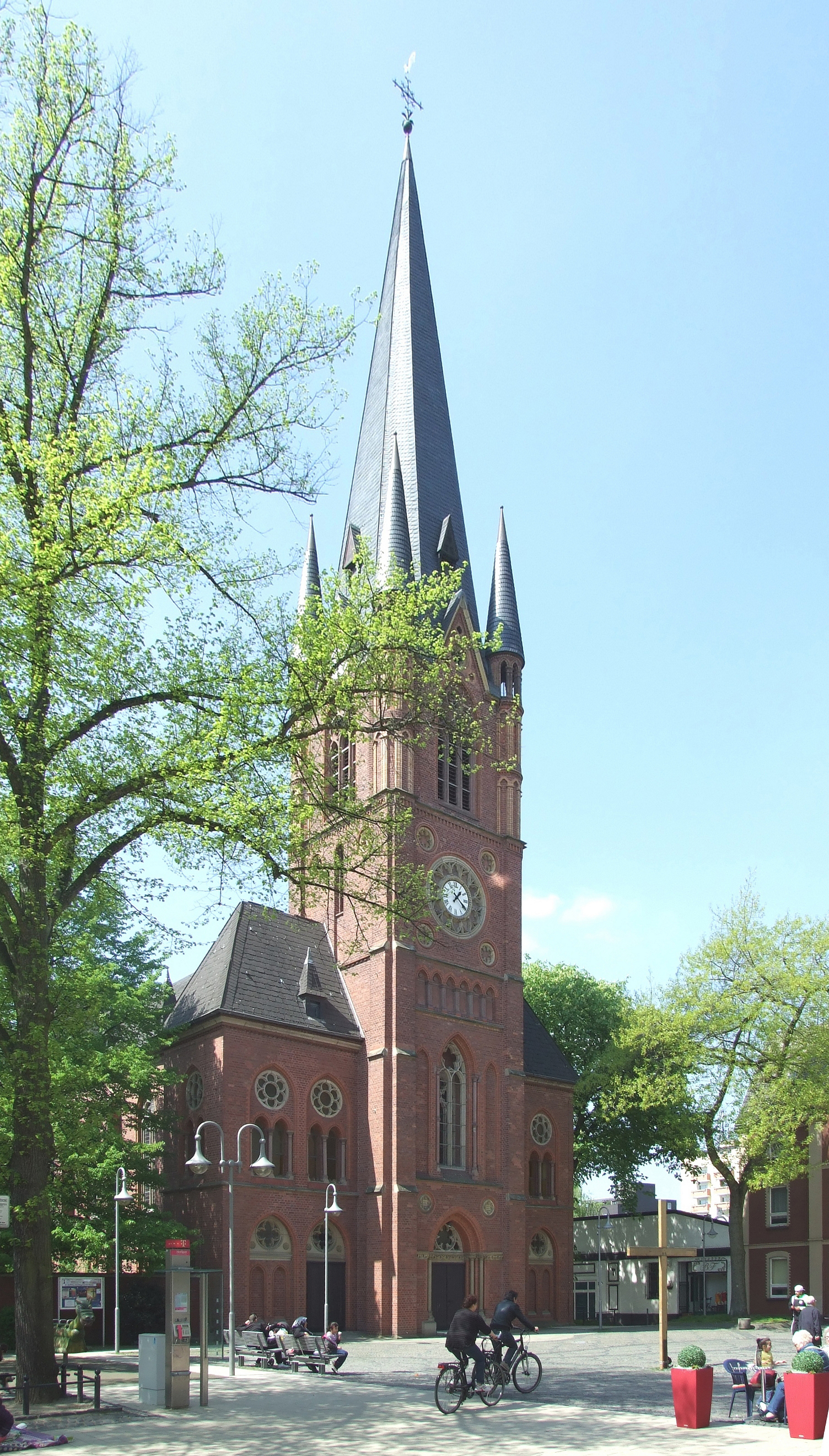
Ansicht von Südosten (2013)
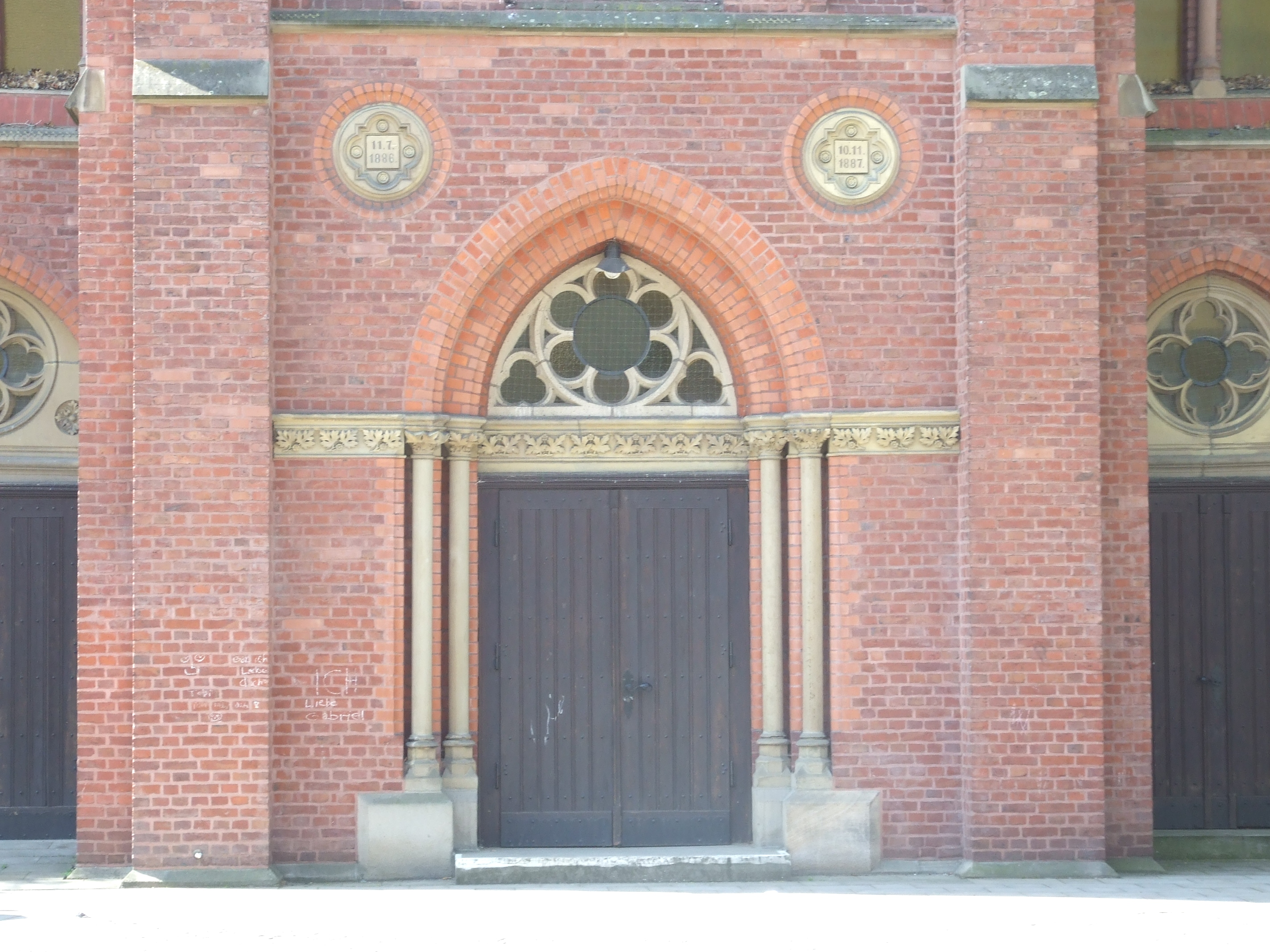
Portal (2013)
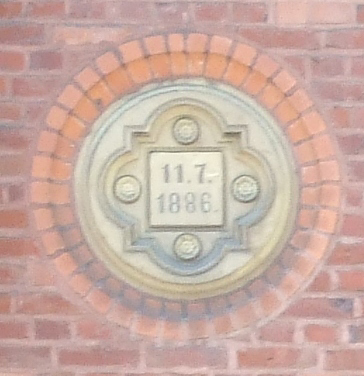
Detail Grundsteinlegung (2013)
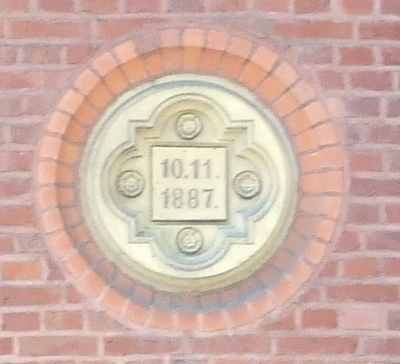
Detail Einweihung (2013)
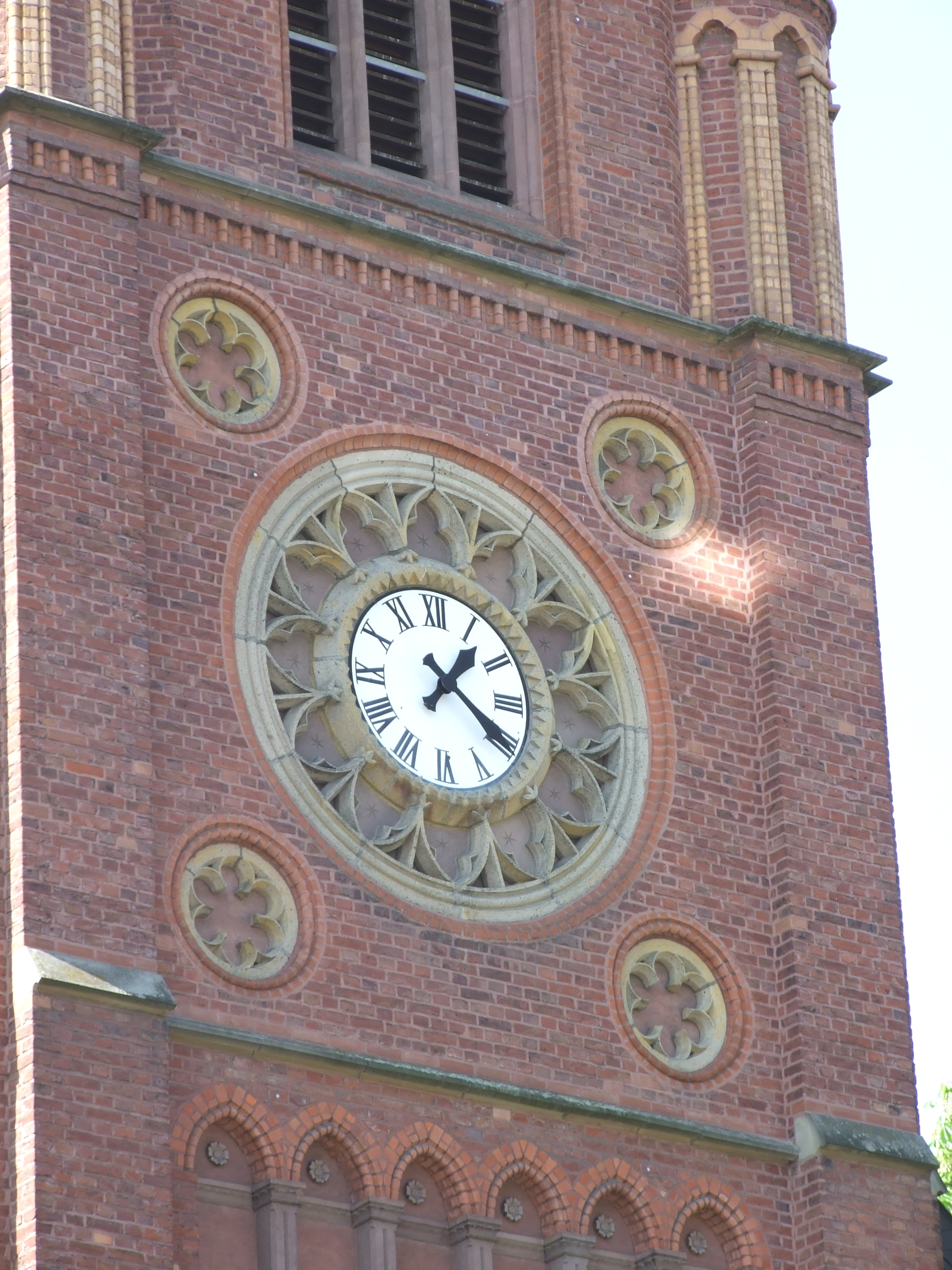
Turmuhr (2013)
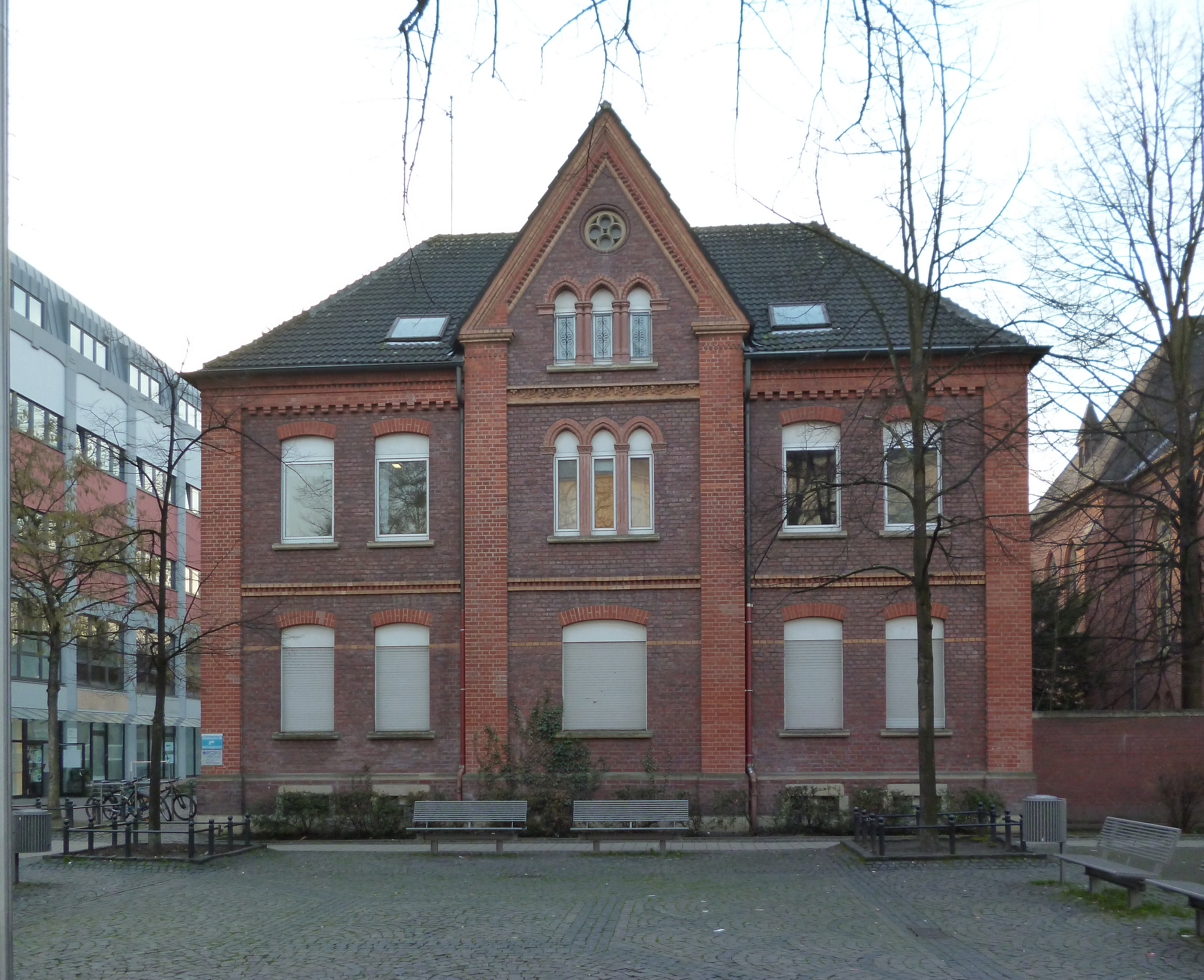
Pfarrhaus Hauptstraße 245a zur Hauptstraße hin (2014)